# Zeppenfeld (Neunkirchen)
Zeppenfeld ist ein Ortsteil der Gemeinde Neunkirchen im Kreis Siegen-Wittgenstein in Nordrhein-Westfalen. Mit 2973 Einwohnern (Stand: 30. Juni 2023) ist der Ort der drittgrößte der Gemeinde.

## Geographie
Zeppenfeld liegt im südlichen Siegerland in den Ausläufern des Mittelgebirges Westerwald. Mitten durch den Ort fließt die Heller. Im Ortsgebiet mündet der Volkersbach in den Fluss. Er wird begrenzt durch den 421,7 m hohen Schelenberg im äußersten Nordosten des Ortsgebietes, an dem er auch entspringt und weiter verläuft. Nördlich des Laufes wird der Bach vom Bergrücken des Rassberg und des gleichnamigen Gipfels mit 417,8 m Höhe sowie des auf diesem Bergrücken liegenden Leyenkopf (431,5 m) begrenzt. Größte Erhebung des Ortes stellt der Heibergscheberg mit 476,9 m Höhe etwa 1,8 km südlich der Ortsmitte dar.

### Nachbarorte
Nachbarorte von Zeppenfeld sind Salchendorf im Norden, Wilden im Nordosten, Wiederstein im Südosten, Emmerzhausen im Süden, Daaden im Südwesten, Altenseelbach im Westen und Neunkirchen im Nordwesten.

## Geschichte

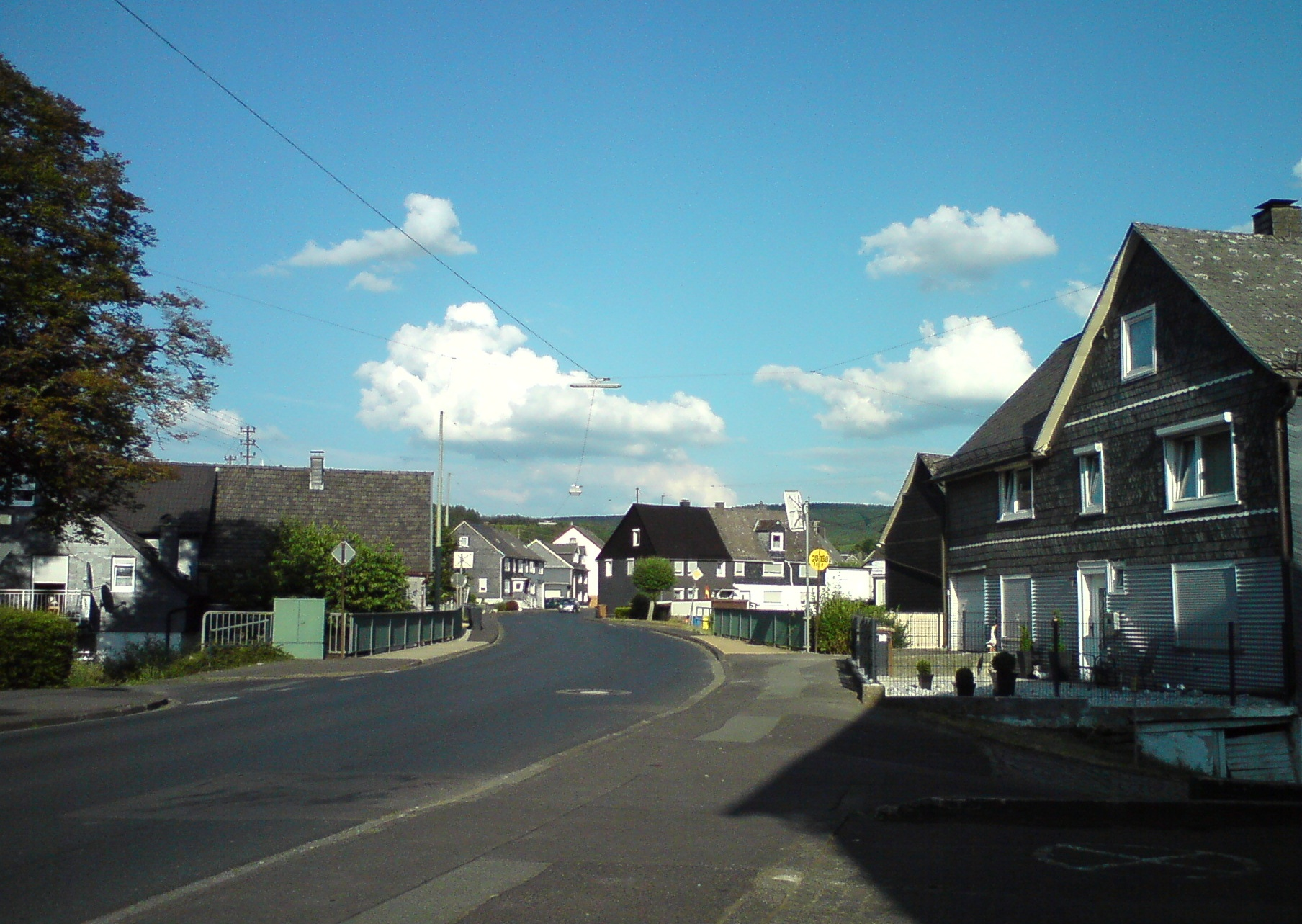
Ortsmitte, in Richtung Wiederstein

Erste Besiedlungen des Gebietes gehen auf etwa 200 v. Chr. zurück. 1231 bzw. 1232 wurde der Ort Zeppenfeld erstmals erwähnt. 1600 übernahmen die Söhne Philipp und Conrad des Ritters Wilhelm v. Selbach das Gut Zeppenfeld.
Am 4. März 1739 starb mit Johann Konrad Wilhelm von Selbach-Reuß im Schloss Zeppenfeld der letzte Adelige von Zeppenfeld. Sein Nachlass wurde 1757 geteilt. Hauptkäufer davon waren die beiden Grafenhäuser „Nassau“ und „Sayn“. 1816 wurde das Gebiet preußisch. Zeppenfeld gelangte damit in den Kreis Siegen und etwa je zur Hälfte in die neuen Bürgermeistereien Neunkirchen und Burbach. 1844 wurde daraus das Amt Burbach.
1717 wurde erstmals eine Schule in Zeppenfeld erwähnt. 1751 wurde eine Schule erbaut. 1879 kaufte die Gemeinde Zeppenfeld einen Teil des Schlosses für 11.820 Mark und baute die Räume zu Schulzimmern um. Am 24. August 1880 fand die Einweihung der Räume statt.
Am 7. April 1885 wurden bei einem Großbrand in Zeppenfeld 27 Häuser zerstört. Das Feuer war auf einem Speicher ausgebrochen. Die Gründung der Freiwilligen Feuerwehr erfolgte erst 24 Jahre nach dem Brand, im Jahre 1909. 1913 gründete sich der Heimatverein.
1913 wurden in Wiederstein und Zeppenfeld Wasserleitungen verlegt sowie das Stromnetz gebaut. Strom kam von der Sägemühle Petri, eine Glühbirne pro Haus wurde montiert. Ab 1923 lieferte die EWS den Strom. Ebenfalls in diesem Jahr wurde das Kriegerdenkmal eingeweiht. Zwischen 1914 und 1933 war Ferdinand Christ Bürgermeister.
1925 bestand die Gemeinde Zeppenfeld als Misch- und Arbeiterwohngemeinde mit 1031 Einwohnern aus 1012 Protestanten und vier Katholiken sowie 15 Einwohnern anderer Konfession. Einrichtungen waren eine Volksschule, eine Elektrizitäts- und Wasserversorgung und ein Sportplatz.
Ende 1968 wurde das Amt Burbach aufgelöst und der Ort am 1. Januar 1969 im Zuge der kommunalen Neugliederung in die neue Gemeinde Neunkirchen eingegliedert.

### Gewerbe
Die Zeppenfelder Hütte wurde laut einem Bericht der Grube Bautenberg im 15. Jahrhundert erbaut. 56 Tage im Jahr durfte auf der Hütte gearbeitet werden. Nach Aufzeichnungen wurde sie 1824 neu errichtet, was darauf schließen lässt, dass sie eine Zeit lang nicht in Betrieb war und in damaligen Zustand nicht mehr betriebsbereit war. 1844 wurde die Hütte erweitert. 1875 wurde der Ofen das letzte Mal betrieben, zehn Jahre später kaufte Phillip Kreutz die Hütte und riss sie ab. Bezogen wurde die Holzkohle aus dem Wittgensteiner Land, bei einem Verbrauch von 168 Wagen pro Jahr. Sechs Hüttenarbeiter waren ständig in Beschäftigung. Bereits 1283 wurde die hiesige Mühle erstmals erwähnt. Sie ging 1883 an ihren letzten Besitzer Phillip Kreutz über. Zwischen 1870 und 1969 bestand in Zeppenfeld eine Ziegelei. Gegründet wurde diese von L. W. Petri. Nach der Einstellung des Betriebs wurden die Gebäude abgerissen.

### Bergbau
Der Bergbau in Zeppenfeld war lange nicht so groß und ergiebig wie in den Nachbargemeinden Altenseelbach oder Salchendorf. Einer Aufstellung der Ämter Neunkirchen und Burbach nach sind 1812 keine Gruben in Zeppenfeld in Betrieb. Erst 1814 finden sich die ersten Hinweise auf Gruben in der Gemarkung. Die Gruben Aurora, Leonore und Hellertal werden erstmals erwähnt.
Alle drei Gruben förderten Bleiglanz, Zinkblende, Kupferkies sowie vereinzelt Rotgiltigerz und Rotspat. Die Gruben Aurora und Leonore teilten sich einen Erzgang. Auf Aurora wurde ab dem 24. Januar 1845 eine Pumpe der Grube Hoffnungsstern im Buchhellertal eingesetzt. Leonore hatte einen Schacht, der am 9. April 1890 einstürzte. 1891 wurde er von 25 auf 45 m abgeteuft, nachdem am 24. Juli 1890 eine neue Förder- und Wasserhaltungsmaschine in Betrieb genommen wurde. Auf der Grube Hellertal wurde vom Stollen aus ein 12 m tiefes Gesenk angelegt. Der Erzgang der Grube war 0,3–0,9 m mächtig. Alle drei Gruben wurden nach Kaufverhandlungen am 26. Oktober 1917 und 20. April 1918 von der Salchendorfer Grube Pfannenberger Einigkeit übernommen.
Die Grube Fortuna lag am Südhang des Rassberges. Durch einen Stollen wurden Bleiglanz, Brauneisenstein, Kupfer und Zink gefördert. In der Nähe lag die Grube Tannenwald, die später zum Betrieb Pützhorn in Eiserfeld gehörte. Gemutet wurde sie 1830, neu verliehen am 22. April 1856. Durch einen Stollen wurden bis 1865 Bleiglanz, Brauneisenstein, Kupfer- und Zinkerz gefördert. Die Gruben Hoffnungsstern und Zankapfel lagen teilweise auch in Wiedersteiner Gemarkung. Beide wurden 1863 gemutet. Durch einen Oberen Stollen, der mittlerweile zu Bruch gegangen ist, und einen Tiefen Stollen im Volkersbachtal mit 242 m und 47 m Teufe wurden Spateisenstein, Bleierze, Zinkblende, Kupfererz, Glasurerze gefördert. Zwei Gesenke brachten zusätzliche 10 m Teufe ein. 1885 wurde der Betrieb aufgegeben, nachdem die Gangmittel in der Teufe weniger mächtig wurden. Die Gesamtförderung lag bei 301,5 t Bleierz. Die Grube Zankapfel hatte einen 300 m langen Stollen. 1995 wurde ein Maschinenschacht der Grube verfüllt.

### Einwohner- und Häuserzahlen
Einwohnerzahlen des Ortes:
Einwohnerzahlen
| Jahr | Einwohner |
| ---- | --------- |
| 1810 | 416       |
| 1818 | 450       |
| 1850 | 529       |
| 1867 | 612       |
| 1885 | 740       |
| 1895 | 767       |
| 1900 | 899       |

| Jahr | Einwohner |
| ---- | --------- |
| 1910 | 925       |
| 1913 | 959       |
| 1925 | 1031      |
| 1933 | 1020      |
| 1939 | 979       |
| 1950 | 1211      |
| 1961 | 1321      |

| Jahr | Einwohner |
| ---- | --------- |
| 1967 | 1626      |
| 1985 | 2175      |
| 1994 | 2158      |
| 2000 | 3362      |
| 2004 | 3164      |
| 2006 | 3362      |
| 2009 | 3010      |

| Jahr | Einwohner |
| ---- | --------- |
| 2011 | 2870      |
| 2014 | 2900      |

Anmerkung: Einwohnerzahlen ab 1994 am 31. Dezember; 2000 im Oktober
Häuserzahlen
| Jahr   | 1589 | 1600 | 1698 | 1700 | 1704 | 1706 | 1725 | 1730 | 1788 | 1810 | 1846 | 1850 | 1867 | 1913 |
| Häuser | 25   | 24   | 33   | 36   | 36   | 40   | 41   | 41   | 51   | 51   | 70   | 75   | 96   | 158  |

## Verkehr und Infrastruktur
In den letzten Jahren haben zahlreiche Veränderungen im Gewerbegebiet „In der Au“ stattgefunden. In diesem Gebiet sind zahlreiche Discounter und ein Baumarkt als größte sowie noch andere Geschäfte und Firmen angesiedelt.

### Verkehr

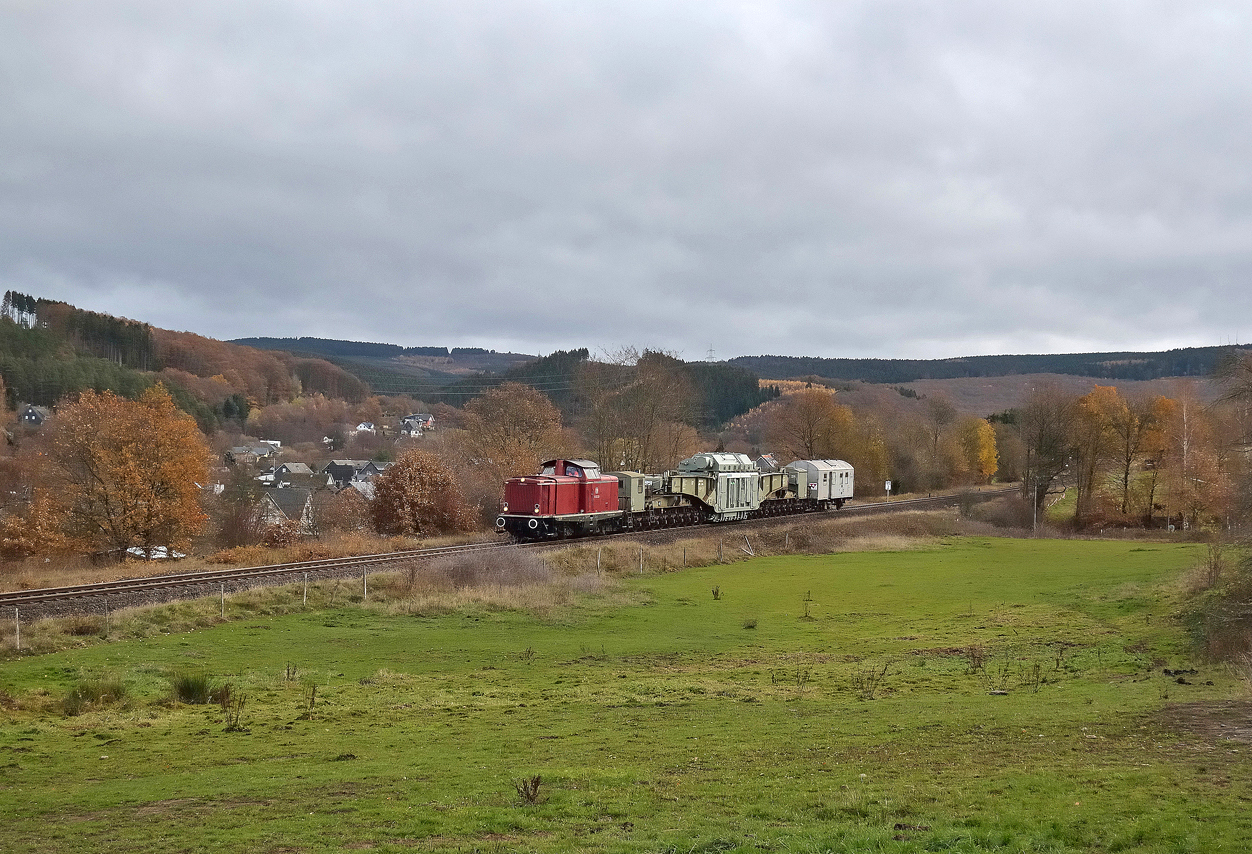
Ein Trafo-Schwertransport für die Firma Amprion, bestimmt für das Umspannwerk Dauersberg, mit einer Diesellokomotive der DB-Baureihe V100 auf der Hellertalbahn zwischen Zeppenfeld und Neunkirchen (November 2018).

In Zeppenfeld gab es eine Haltestelle der Hellertalbahn. Der nächstgelegene noch betriebene Bahnhof ist in Neunkirchen. Von dort verkehrt die Linie RB 96 der Hessischen Landesbahn nach Betzdorf und Dillenburg. Der Busverkehr wird von der VWS durchgeführt. Über Neunkirchen, Salchendorf und Wilden ist Zeppenfeld an die A 45 angeschlossen.

### Medien
Der Radioempfang im südlichen Siegerland in geprägt durch Lokal- und überregionales Radio, wobei Radio Siegen die meisten Hörer hat. Neben den nordrhein-westfälischen Radiosendern des WDR kann auch das hessische FFH und die rheinland-pfälzischen Sender RPR 1 und die des SWR empfangen werden.
Als lokale Zeitungen werden neben der Siegener Zeitung auch die Westfalenpost und die Westfälische Rundschau angeboten. Seit dem Frühjahr 2007 ist in Zeppenfeld DSL verfügbar.

## Sehenswürdigkeiten

### Schloss Zeppenfeld
In der Mitte Zeppenfelds befindet sich das Schloss der Adeligen „von Selbach-Zeppenfeld“. Die Geschichte des mittlerweile in Privatbesitz befindlichen Gebäudes kann bis ins Jahr 1378 zurückverfolgt werden. In diesem Jahr wurde ein Friedrich von Seelbach, genannt Zepinveld, als erster Besitzer des Schlosses genannt. 1492 wurde den Rittern zu Zeppenfeld die Gerichtsbarkeit zugesprochen. Im 16. Jahrhundert wurde die Hälfte des Adelsbesitzes in Zeppenfeld aufgrund vieler Spaltungen durch Erbschaften und Heiraten verkauft. 1739 starb mit Johann Konrad Wilhelm von Selbach der letzte Erbe des Zeppenfelder Geschlechts. Um das Erbe des Besitzes brach jedoch Streit aus, da mehrere Verwandte Besitzansprüche anmeldeten. 1757 wurde der Besitz schließlich an den Prinzen von Nassau-Oranien verkauft. Bis 1876 wohnten Verwandte der „Selbach“-Linie im Schloss, zwei Jahre später kaufte die Gemeinde einen Teil des Gebäudes und richtete dort Klassenräume ein. Der Rest ging in den Besitz von Privatleuten über.

## Schule und Freizeit
Eine eigene Grundschule hat Zeppenfeld nicht, die nächste liegt in Neunkirchen selbst. Die Kopernikusschule, die Hauptschule der Gemeinde Neunkirchen, liegt am Rassberg auf Zeppenfelder Ortsgebiet.
Der Ort teilt sich mit Neunkirchen einen Sportplatz, der hauptsächlich von der Spielvereinigung Neunkirchen genutzt wird, die seit 1907 als Verein besteht. Am 1. August 2008 fand die Einweihung des neuen Kunstrasenspielfelds statt.

## Persönlichkeiten
- Bernhard Grau (1856–1924), Ingenieur und Manager in der Stahlindustrie
- Karl Jung (* 1927), Fabrikant, Geschäftsführer der Jung-Werke GmbH in Neunkirchen und der Jung Wehbach HmbH in Kirchen-Wehbach
- Klaus-Bernd Kreutz (* 1957), Unternehmer